# Chelicerca loma
Chelicerca loma is een insectensoort uit de familie Anisembiidae, die tot de orde webspinners (Embioptera) behoort. De soort komt voor in Peru.
Chelicerca loma is voor het eerst wetenschappelijk beschreven door Ross in 2003.